# Червоне (Борисовський район)
Червоне (біл. вёска Краснае) — село в складі Борисовського району Мінської області, Білорусь. Село належало Забашевичівській сільській раді, розташоване в східній частині області.
Рішенням Мінської обласної ради депутатів від 28 травня 2013 року, щодо змін адміністративно-територіального устрою Мінської області, село Червоне підпорядковане Гливинській сільській раді.